# ヘレン・クイン

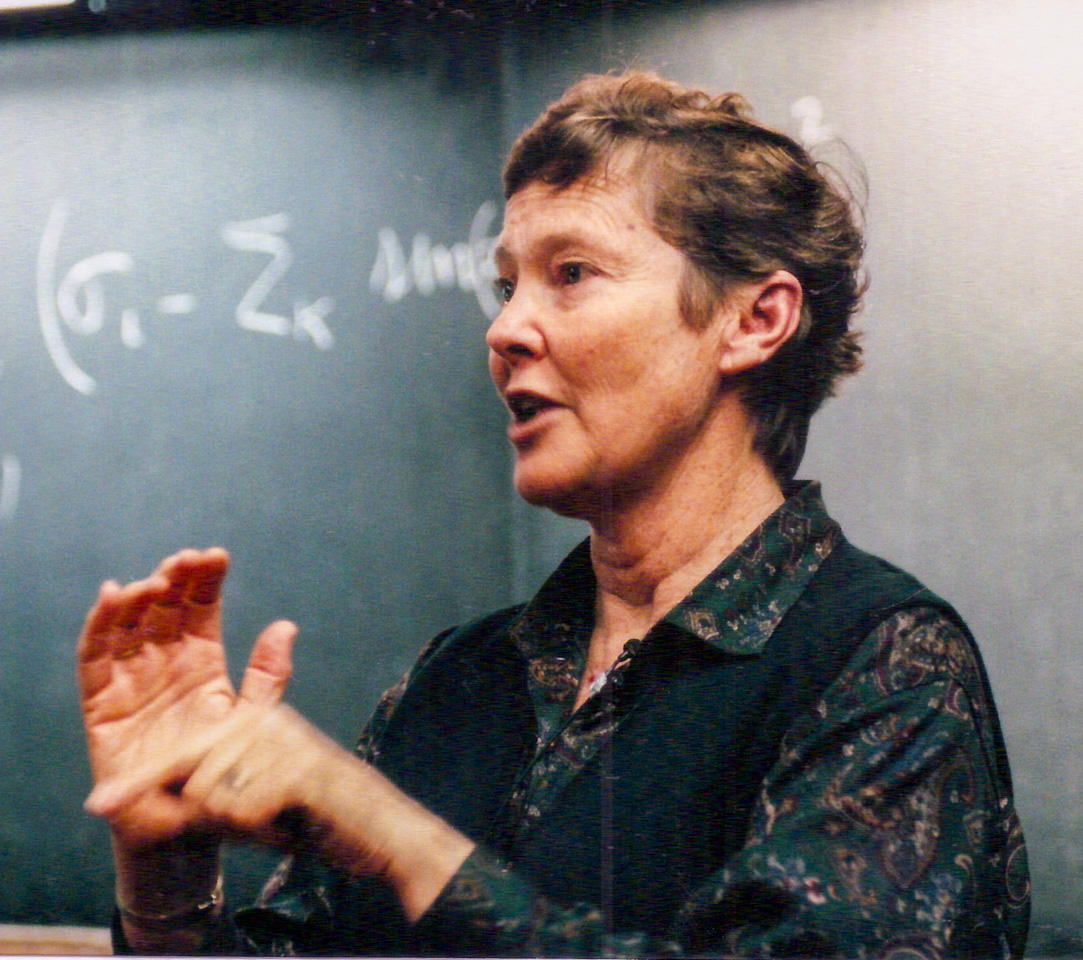
ヘレン・クイン

ヘレン・ローダ・アーノルド・クイン（Helen Rhoda Arnold Quinn, 1943年5月19日 - ）は、オーストラリア出身で、アメリカ合衆国の素粒子物理学者。

## 経歴
メルボルン大学卒業後に渡米し、1967年にスタンフォード大学からジェームズ・ビョルケンの下で物理学のPh.D.を取得。1967年から翌年までSLAC国立加速器研究所に所属し、その後は1970年までドイツ電子シンクロトロン（DESY) で博士研究員となった後、ハーバード大学に移籍し、1976年には准教授を務めた。1977年にSLACに戻り、2003年から2010年まで教授を務めた。
CKM行列を使用して、B中間子崩壊におけるCP対称性の破れを研究し、1977年にRoberto Pecceiと共同で、強いCP問題の解決のため、Peccei-Quinn理論（Peccei–Quinn theory）を提唱した。

## 受賞歴
- 2000年 ICTPのディラック・メダル
- 2008年 オスカル・クラインメダル
- 2013年 J・J・サクライ賞
- 2018年 ベンジャミン・フランクリン・メダル
- 2021年 ハーヴェイ賞
- 2024年 マテウチ・メダル

## 参照
- "Helen R. Quinn". Physics History Network (英語). AIP. 2018年2月22日閲覧。
- "InterViews: Helen Quinn" (英語). National Academy od Sciences. 2004. 2018年2月22日閲覧。